# Beaver Dam (Wisconsin)
Beaver Dam é uma cidade localizada no estado norte-americano de Wisconsin, no Condado de Dodge.

## Demografia
Segundo o censo norte-americano de 2000, a sua população era de 15.169 habitantes. 
Em 2006, foi estimada uma população de 15.522, um aumento de 353 (2.3%).

## Geografia
De acordo com o United States Census Bureau tem uma área de 
17,0 km², dos quais 13,5 km² cobertos por terra e 3,5 km² cobertos por água. Beaver Dam localiza-se a aproximadamente 252 m acima do nível do mar.

## Localidades na vizinhança
O diagrama seguinte representa as localidades num raio de 20 km ao redor de Beaver Dam. 